# Leptoteratura digitata
Leptoteratura digitata är en insektsart som beskrevs av Yamasaki 1987. Leptoteratura digitata ingår i släktet Leptoteratura och familjen vårtbitare. Inga underarter finns listade i Catalogue of Life.